# 구미포
구미포(九味浦)는 장산곶 남동쪽에 있는 포구로 대동만 북쪽 해안에 불타산을 등지고 남쪽을 향하여 자리잡고 있다. 대동만 중심에 거북이 꼬리모양으로 튀어나온 봉대를 기점으로 남쪽은 포구이며, 북쪽은 장산곶까지 16km나 되는 백사장이 펼쳐져 있다. 이 청송백사장은 해수욕장으로 유명하며 외국인의 별장지대였다. 유리의 원료인 규사가 많다.